# Sempervivum feigeanum
Sempervivum feigeanum är en fetbladsväxtart som beskrevs av Neeff. Sempervivum feigeanum ingår i släktet taklökar, och familjen fetbladsväxter. Inga underarter finns listade i Catalogue of Life.